# 러시아 파시스트의 유언장

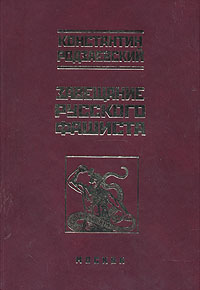
러시아 파시스트의 유언장

《러시아 파시스트의 유언장》(러시아어: Завещание русского фашиста)은 러시아 파시스트당의 지도자인 콘스탄틴 로자옙스키(Konstantin Rodzaevsky)의 논문과 기타 저작들을 엮어 구성한 것으로 2001년 러시아에서 출판되었다.

## 구성
책은 K. 구세프(K. Gusev)에 의해 쓰여진 로자옙스키의 짧은 전기로 시작하여, 세계 유대인 문제에 대한 그의 논문, 100문 100답의 형식으로 파시즘에 대한 그의 견해를 밝힌 '파시즘의 ABC(Azbuka fashizma)' 등으로 구성되어 있다.

## 금서 판결
2010년 10월 11일 크라스노야르스크 중부 지방 법원(Central District Court of Krasnoyarsk)의 결정에 따라 이 책은 러시아에서 극단주의 저작물로 분류되어 금서 판결을 받게 되었다.